# Veckläppad fladdermus
Veckläppad fladdermus (Tadarida teniotis) är en fladdermusart i familjen Veckläppade fladdermöss.

## Beskrivning
Veckläppad fladdermus är en stor fladdermus som känns igen på de skrynkliga läpparna och den långa svansen som inte är omgiven av flyghud. Den har en kroppslängd mellan 8,2 och 8,7 cm, en svanslängd mellan 4,6 och 5,7 cm och en vikt på 20–50 g. Den har stora, framåtriktade, hängande öron. Djurets underarmar är 5,6 till 6,4 cm långa och vingspannet är cirka 41 cm samt ibland upp till 45 cm.
Den mjuka och täta pälsen på ovansidan bildas av hår som är gråa nära roten och sedan likaså grå eller gråbrun. På undersidan är den gråa pälsen lite ljusare. Det finns inga strimmor, fläckar eller andra mönster i pälsen. Några andra släktmedlemmar har under vissa årstider en orange päls men inte Tadarida teniotis. Hos veckläppad fladdermus är vingarna och svansflyghuden svartaktiga.

## Vanor
Arten flyger ut sent, först när det är helt mörkt, och kan sedan flyga hela natten i en snabb flykt på mellan 10 och 50 meters höjd där den fångar olika insekter, bland annat nattflygande fjärilar och nätvingar. Den föredrar klippområden upp till 3 100 meters höjd, där den gärna kan gömma sig i klippskrevor, grottor och gruvor, både i samband med daglegan och under vintersömnen. Det förekommer även att den använder byggnader. Den kan dock vara aktiv även under milda vintrar. Den flyger ofta tillsammans med tornseglare.
Den är sällskaplig, men bildar inte stora kolonier, vanligtvis inte mer än ett 100-tal djur, och som mest 300-400. Individerna håller under den varma årstiden lite avstånd från varandra och favoritplatsen försvaras med höga läten.
Arten jagar med hjälp av ekolokalisering och ljudet kan höras av människor. Lätet har en frekvens mellan 13 och 10,7 kHz och blev beskriven som ett "tsick". Den använder svansens fria del som ett känselorgan när den kryper i bergssprickor. Veckläppad fladdermus har ingen långvarig vinterdvala utan den intar över upp till 8 dagar ett stelt tillstånd (torpor). Den kan anpassa sin kroppstemperatur till lufttemperaturen i gömstället men inte lägre än 6,5 till 10 °C. Under kalla vinterdagar sitter individerna ofta tät intill varandra för att spara värme.
Under jakten uppsäker arten ett område som vanligen har en diameter av 5 till 15 km och ibland registreras den 30 km från gömstället. Fortplantningssättet är nästan okänt. Honor föder en unge per kull. Vid norra och östra Medelhavet sker födelsen vanligen i juni. Det äldsta kända exemplaret levde 13 år. Veckläppad fladdermus faller ibland offer för rovlevande fåglar.

## Utbredning
Den veckläppade fladdermusen finns framför allt i Sydeuropa, Nordafrika och mellersta Asien. Dess utbredningsområde sträcker sig från Iberiska halvön, Sydfrankrike och Italien över Balkan till Turkiet, Israel, Palestina, Jordanien och Syrien, vidare delar av Georgien och sydvästligaste Ryssland, fläckvis i Kazakstan, Kirgizistan, Iran, Afghanistan, Indien, Bhutan och Nepal. Det nordafrikanska utbredningsområdet omfattar Marocko, Algeriet, Tunisien, Libyen och Egypten. Tidigare har även Japan, Taiwan och Korea inkluderats i utbredningsområdet, men det anses numera att den populationen utgör en egen art, T. insignis.
Arten är vanligast i regioner med Medelhavsvegetation men den hittas även i andra halvtorra områden, i kulturlandskap och begränsad i fuktiga landskap. Veckläppad fladdermus når i bergstrakter 3100 meter över havet.

## Status
Den veckläppade fladdermusen är globalt livskraftig ("LC"). Lokal begränsad kan skogsavverkningar, användning av pesticider och etablering av vindkraftverk påverka beståndet negativt.